# 1807年逝世人物列表
下面是1807年逝世的知名人士列表。
1807年逝世人物列表：1月 - 2月 - 3月 - 4月 - 5月 - 6月 - 7月 - 8月 - 9月 - 10月 - 11月 - 12月

## 1月

### 1日
- 路易士·巴蘭，普魯士外交官

### 6日
- Ahasuerus van den Berg（阿哈隨魯斯·范登貝格），荷蘭改革宗神學家和詩人

### 7日
- 約翰·貝亞德，美國政治家

### 9日
- 卡爾·弗里德里希·威廉，萊寧根親王、帝國侍從、普法爾茨選舉樞密院議員和中將

### 11日
- 卡爾·奧古斯特·馮·格賴芬貝格，普魯士少將，第4燧發槍營營長
- Hieronymus Löschkohl，奧地利畫家和雕刻家

### 12日
- 阿德里安·克魯伊特，荷蘭教育家和歷史學家
- 約翰·盧紮克，荷蘭律師、記者和希臘語和歷史教授

### 13日
- Mosche Leib Erblich，拉比，哈西迪姆薩西夫王朝的作者和創始人

### 17日
- 小約瑟夫·溫特哈爾德，德國畫家

### 19日
- 克裡斯托夫·戈特洛布·馮·伯格斯多夫，薩克森選侯國公務員

### 21日
- 沃爾克瑪律·丹尼爾·斯波爾，德國路德宗神學家

### 23日
- 查理斯·戈爾，英國業餘藝術家、大巡迴賽旅行者和海洋愛好者

### 26日
- 約瑟夫·馮·維德曼，巴伐利亞啟蒙思想家，埃爾丁和多爾芬地區法官（1781-1803）

### 31日
- 弗裡德里希·奧古斯特·穆勒，奧地利詩人

## 2月

### 1日
- 湯瑪斯·特魯布里奇，英國海軍上將

### 2日
- 弗朗茨·加布里埃爾·菲辛格，德國畫家、製圖員和雕刻師
- 埃倫弗里德·馮·威利希，福音派外地傳教士

### 3日
- 列維·凱西，美國政治家
- 約翰·亞當·蓋斯納，德國雕塑家和路邊神社大師
- 約翰·卡爾·凱爾曼，瑞典語言學家和大學講師

### 4日
- 約翰·伊格納茲·蘇弗特，德國管風琴製造商

### 5日
- 帕斯夸莱·保利，科西嘉愛國者，軍事領袖

### 6日
- 弗里德里希·奥古斯特·卡鲁斯，德國心理學家和哲學家
- 約翰·哈威，美國律師和政治家
- 約翰·弗裡德里希·馮·克拉耶夫斯基，普魯士皇家少將和第52步兵團的最後一任指揮官

### 8日
- 路易士-弗朗索瓦·比諾特，法國準將
- 克勞德·科爾比諾，法國騎兵准將
- 讓-法蘭索瓦·費羅，法國耶穌會士、教育家和詞典編纂者
- 皮埃爾-查理斯·洛切特，法國步兵準將

### 9日
- 洛倫茨·胡布納（Lorenz Hübner），精神顧問、公關人員和翻譯
- 卡爾·馮·佩爾赫齊姆，普魯士皇家少將
- 約瑟夫·貝努瓦·蘇維，佛蘭德畫家

### 10日
- 尼古拉斯·達爾曼，法國準將
- 喬治·恩斯特·馮·呂林，德國詩人律師，最高法院法官

### 11日
- 雅克·德賈爾丁（Jacques Desjardin），法國步兵師將軍
- 安東·馮·薩斯，俄羅斯-普魯士騎兵軍官

### 12日
- 大衛·倫琴，德國工匠
- 安東·約瑟夫·斯特拉特曼，德國藝術家

### 13日
- 阿爾佈雷希特·維滕貝格，德國公關人員、翻譯家和作家

### 14日
- 讓-約瑟夫·昂熱·德·豪特普爾，法國師長

### 27日
- 路易絲·杜·皮埃里，法國天文學家
- 約翰·埃弗特·范·阿倫，美國測量師、製圖師、律師和政治家
- 弗里德里希·威廉·馮·沃滕貝格，普魯士中將，搭便車的世襲領主

### 28日
- 尤斯圖斯·弗裡德里希·倫德，德國法學家和法律史學家

## 3月

### 1日
- 約翰·埃倫弗里德·瓦格納，德國議會

### 4日
- 亚伯拉罕·鲍德温，美國政治家
- 奧古斯特·戈特利布·馮·加特納，德國公務員和教會官員

### 5日
- 加利布·漢克，德國法學家和詩人

### 6日
- 安德里亞·阿莫雷蒂，義大利雕刻師和印刷商

### 8日
- 約翰·克利斯蒂安·阿爾比努斯，德國公務員

### 10日
- 讓·圖雷爾，法國士兵

### 11日
- 安東·埃伯爾，奧地利鋼琴家和作曲家
- 約翰·奧古斯特·諾瑟爾特，德國新教神學家

### 13日
- 尼古拉·彼得羅維奇·雷薩諾夫，俄羅斯政治家

### 16日
- 海德·派克，英國海軍上將

### 18日
- 約翰·彼得·皮希勒，奧地利女中音藝術家和肖像雕刻師

### 19日
- 約瑟夫·安東·布拉特，錫永教區的羅馬天主教主教

### 20日
- 卡爾·莫里茨·溫澤爾·馮·多布舒茨，西里西亞-普魯士少將和地主

### 23日
- 戈特弗里德·波塞爾特，巴登律師和董事會成員

### 24日
- 奧古斯特·恩斯特·馮·舍寧，普魯士地區行政長官

### 26日
- 菲力浦·格奧爾格·馮·迪瑟特，普魯士少將、國務部長、秘密預算和戰爭部長以及高級戰爭學院院長和院長的行為部長
- 朱利葉斯·克利斯蒂安·路德，德國路德宗神學家和總監督

### 28日
- 約瑟夫·希克爾，奧地利肖像畫家
- 喬治·弗里德里希·威廉·馮·舍納馬克，普魯士少將，佈雷斯勞第2炮兵團團長

### 31日
- 約翰·克利斯蒂安·馮·科赫，德國法學家和維斯馬法庭法官

### 日期不詳
- 約翰·萊昂哈德·法爾特，巴羅克時期的雕塑家

## 4月

### 1日
- 瓦茨拉夫·普勞普納，捷克作曲家
- 米克洛什·雷瓦伊，匈牙利語言學家、教授、插畫家和作家

### 2日
- 巴爾塔薩·安東·鄧克爾，德國畫家和蝕刻師
- 克利斯蒂安·哈特曼 撒母耳·馮·加澤特，德國律師和政治家

### 3日
- 卡爾·卡斯帕·馮·西博爾德，德國醫生

### 4日
- 漢斯·雅各·霍爾扎爾布，瑞士學者
- 熱羅姆·拉朗德，法國數學家和天文學家

### 6日
- 約翰·弗里德里希·勒佈雷特，德國歷史學家

### 8日
- 約翰·詹姆斯·貝克利，美國圖書館員，美國國會圖書館第一任館長

### 9日
- 約翰·弗里德里希·弗里茨，德國醫生和大學講師

### 10日
- 安娜·艾瑪莉亞，德國作曲家和薩克森-魏瑪-艾森納赫公爵夫人結婚
- 約翰·尼古拉斯·馮·卡爾克羅伊特，普魯士軍官，最後一位中將

### 13日
- 瑪麗亞·特蕾莎，通過婚姻，神聖羅馬帝國的最後一位皇后和奧地利的第一任皇后
- 弗里德里希·威廉·馮·斯皮格爾·祖姆·德森伯格，威斯特伐利亞公國的採礦隊長

### 15日
- 約翰·梅因沃林，英國神學家，喬治·弗里德里克·亨德爾的傳記作者
- 卡爾·伯恩哈德·馮·羅森佈施，普魯士少將
- 戈特洛布·莫里茲 克利斯蒂安·馮·瓦克斯，海爾布隆市長

### 16日
- 大衛·馮·諾依曼，普魯士軍官，最後一位少將

### 19日
- 喬治·亞當·馮·斯塔赫姆伯格，奧地利外交官、部長和Obersthofmeister

### 21日
- 克利斯蒂安·海因里希·賴歇爾，德國教育家

### 22日
- 喬治·路德維希·科勒，德國植物學家
- 埃萊奧諾·索菲·奧古斯特·索恩，德國作家

### 27日
- 弗裡德里希·費迪南德·德魯克，德國語言學家

### 28日
- 雅各·菲力浦·哈克特，德國畫家
- 路德維希·弗里德里希二世，施瓦茨堡-魯道爾施塔特親王（1793–1807）

## 5月

### 1日
- 卡爾·戈特洛布·霍恩，德國建築師和建築商

### 2日
- 弗里德里希·路德維希二世，普魯士少校和張伯倫

### 4日
- 拿破崙·查理斯·波拿巴，路易·波拿巴和霍滕斯·德·博哈奈的兒子
- 耶利米亞斯·本傑明·里希特，化學家、礦業專家和私人學者

### 5日
- 馬蒂亞斯·朱利葉斯·馮·勞倫斯，普魯士少將，最近擔任高等戰爭學院工程系主任

### 9日
- 約翰·喬治·彼得·穆勒，德國歷史學家和語言學家

### 10日
- 喬治·克裡斯托夫·馮·呂丁豪森-沃爾夫，Kurzeme 和 Landhofmeister 的總理
- 罗尚博伯爵，法國將軍，法國元帥

### 13日
- 路易士·約瑟夫·查理斯·阿馬布爾·德·阿爾伯特·德·呂恩斯，法國政治家和軍官
- 伊利法萊特·戴爾，美國政治家
- 喬治·弗裡德里希·塞勒，德國神學家和大學講師

### 14日
- 弗里德里希·梅斯費塞爾，德國作曲家

### 17日
- 約翰·岡比，美國獨立戰爭中的馬里蘭州士兵

### 18日
- 約翰·道格拉斯，蘇格蘭聖公會主教，文學家
- 蒙龐西耶公爵安托萬·德·奧爾良，法國末代國王路易-菲力浦的弟弟

### 27日
- 科萊斯特丁·斯托克爾，德國本篤會僧侶和住持

### 29日
- 戈特利布·克裡斯托夫·博恩伯格，德國神學家和發明家
- 萊昂納德·波登，法國政治家

### 31日
- 讓-阿米·馬丁，瑞士新教神職人員和圖書管理員

## 6月

### 1日
- 約翰·弗里德里希·萊貝雷希特·萊因霍爾德，德國肖像畫家和風俗畫家

### 9日
- 安德魯·斯特雷特，美國海軍軍官
- 卡爾·菲力浦·芬克，德國文法學校教師和作家
- 戈特弗裡德·路德維希·馬蒂亞斯·馮·哈特曼，普魯士皇家少將

### 12日
- 約翰·法蘭茨·布倫德勒，瑞典-德國長笛演奏家
- 丹尼爾·邁納特紮根，不來梅商人和政治家

### 14日
- 約翰·奧古斯丁·瓦格納，德國古典語言學家和教育家

### 15日
- 卡爾·威廉·恩斯特·馮·瓦爾登費爾斯，普魯士軍官

### 16日
- 阿道夫·特勞戈特·馮·格斯多夫，德國博物學家

### 18日
- 約瑟夫·安東·高爾，林茨教區第二主教
- 彼得羅·特利耶（Pietro Teuliè），拿破崙服役的義大利將軍

### 19日
- 埃倫賴希·威廉·戈特利布·馮·貝塞爾，普魯士中將，第14步兵團最後一任團長，高登茲要塞指揮官

### 20日
- 斐迪南德·貝爾圖德，瑞士製表師

### 23日
- 喬治·湯瑪斯·馮·阿什，俄羅斯陸軍總參謀部醫生和葉卡捷琳娜二世時期的國務委員。
- 阿道夫·馮·丹克爾曼，普魯士國務大臣

### 27日
- 邁克爾·克拉爾（Michael Klahr the Younger），德國雕塑家

### 30日
- 伊格納茲·巴爾塔薩·林克·馮·巴爾登斯坦，德國馬爾他大修道院勳章和海特斯海姆親王的最後一位大主教

## 7月

### 7日
- 撒母耳·亨特，美國政治家
- 巴西利烏斯·佩格，德國神職人員、大學講師和天文學家

### 8日
- 諾埃爾·德森凡斯，法國藝術品轉銷商

### 11日
- 乔治·阿特伍德，英國物理學家和發明家

### 13日
- 約翰三世伯努利，瑞士天文學家
- 亨利·本篤·斯圖亞特，弗拉斯卡蒂紅衣主教、奧斯蒂亞紅衣主教、韋萊特裡紅衣主教和羅馬天主教會紅衣主教院長
- 喬治·弗里德里希·馮·滕珀爾霍夫，普魯士中將、數學家、軍事科學家和音樂作家

### 14日
- 卡雷爾·拉斐爾·昂加爾，德國神父、歷史學家和學者

### 19日
- 烏利亞·特雷西，美國政治家

### 20日
- 以利沙·佩恩，美國政治家和法官

### 21日
- 特勞戈特·卡爾·奧古斯特·沃格特，德國醫生
- 雷米·維勒梅特，法國植物學家
- 威廉·馮·茨韋布呂肯，維特爾斯巴赫家族男爵，法國人，後來的巴伐利亞軍官

### 24日
- 約翰·克裡斯托夫·昆澤，德國虔誠主義者和新教傳教士

### 27日
- 皮埃爾·瑪麗·奧古斯特·布魯索內，法國醫生、博物學家和動物學家

### 28日
- 克裡斯托夫·路德維希·霍夫曼，德國醫生，光機電報的發明者

### 29日
- 菲力浦·雅各·馮·巴爾塔薩，德國神學家和歷史學家

## 8月

### 2日
- 裘蒂思·拉夫，德國作家

### 4日
- 卡爾·奧古斯特·馮·巴克霍夫，普魯士中將兼胸甲騎兵團第2團團長，Oberhofmeister向弗里德里希·威廉王子和路德維希王子致敬
- 卡西米爾·康斯坦丁·普拉特，立陶宛總理

### 8日
- 海因里希·塞巴斯蒂安·胡斯根，美因河畔法蘭克福的藝術收藏家和藝術史學家

### 9日
- 路易斯·尼古拉，官員、商人、作家和美國哲學學會會員
- 小瓦倫丁·羅斯，德國藥劑師和化學家

### 11日
- 約翰·阿德里安·博爾滕，德國編年史家和神學家
- 西蒙·戈特利布·楚格，德國建築師和園林設計師

### 12日
- 貝納迪諾·霍諾拉蒂，天主教會紅衣主教
- 約翰·斯蒂芬·普特，德國憲法教師和公關人員

### 14日
- 喬治·路德維希·魯道夫·馮·林斯托，普魯士少將

### 15日
- 約翰內斯·尼古拉斯·特滕斯，德國哲學家

### 16日
- 布魯諾·德·赫塞塔，西班牙航海家和探險家

### 22日
- 瑪麗亞·沃波爾，英國貴族，英國王室成員

### 23日
- 漢斯·埃倫特賴希·馮·博恩施泰特，普魯士中將和 Amtshauptmann zu Biesenthal

### 24日
- 約瑟·布蘭特，美國獨立戰爭期間莫霍克印第安人的領袖
- 約瑟夫·雅各·普倫克，奧地利醫生和現代皮膚病學的創始人
- 雅克-克裡斯托夫·瓦爾蒙·德·博馬雷，法國博物學家

### 25日
- 蘇菲·科廷，法國作家
- 克利斯蒂安·雅各·克勞斯，德國哲學家和電影攝影師
- 讓-艾蒂安-瑪麗·波塔利斯，法國法學家、法律哲學家、宗教事務部長

### 26日
- Franciszek Dionizy Kniaźnin，波蘭耶穌會士和詩人

### 27日
- 吉多·卡爾卡尼尼，義大利神職人員，羅馬天主教會紅衣主教
- 伊格內修斯·穆拉吉亞·德·奧松，亞美尼亞東方學家、歷史學家和外交官，在瑞典服役

### 29日
- 以撒·史密斯，美國政治家

### 31日
- 克裡斯托夫·弗里德里希·佈雷茨納，德國喜劇作家
- 龐塞-鄧尼斯·埃庫查德-勒布倫，法國詩人

## 9月

### 1日
- 克拉拉·費約娜·范·西扎瑪，荷蘭詩人

### 2日
- 安東尼奧·卡西米爾·卡特列里，德國古典作曲家

### 5日
- 約翰·克利斯蒂安·魯伯格，德國發明家

### 7日
- 約翰·弗里德里希·根西辰，數學家
- 路易絲·馮·格希豪森，薩克森-魏瑪-艾森納赫公爵夫人安娜·阿瑪利亞的第一夫人

### 8日
- 喬納森·格勞特，美國政治家

### 9日
- 蓋伊-讓-巴蒂斯特·塔吉特，法國律師和政治家
- 奧古斯特·弗希特戈特·溫克勒，德國冶金學家

### 11日
- 約翰·卡斯帕·馮·德·海登，普魯士皇家少將和第一龍騎兵團的最後指揮官

### 12日
- 澤弗奈亞·普拉特，美國律師和政治家

### 14日
- 第一代湯森德侯爵喬治·湯森德，英國陸軍元帥

### 17日
- 弗里德里希·喬治·伯恩，德國律師，格賴芬貝格市第一任市長和市轄區行政長官
- 彼得·約瑟夫·伊格納茲·馮·洪特海姆，德國神職人員
- 愛德華·特爾費爾，美國政治家

### 18日
- 尼古拉斯·奧托·馮·佩奇林，丹麥的德國行政律師
- 弗朗西斯科·斯穆格萊維奇，波蘭畫家和製圖員

### 20日
- 奧諾雷·朗格萊，摩納哥作曲家和教授

### 28日
- 約翰·弗裡德里希·奧古斯特·金德林，德國語言學家、牧師、歌曲作者和資料收集者

### 30日
- 約翰·卡爾·克利斯蒂安·費舍爾，德國作曲家和音樂家

### 日期不詳
- 威廉·布魯克爾曼，德國舞臺演員、喜劇演員和劇作家

## 10月

### 1日
- 彼得·穆倫伯格，美國政治家
- 漢斯·克裡斯托夫·馮·納茨默，普魯士少將，第54步兵團團長

### 2日
- 雅各·梅爾茲，瑞士製圖員、畫家和雕刻師
- 第一代男爵布魯克·沃森（Brook Watson），英國商人、軍人和倫敦市長

### 4日
- 約翰·克裡斯托夫·施密特，薩克森-魏瑪商會會長

### 5日
- 路易士·內，法國-西班牙植物學家

### 8日
- 埃利亞斯·亞當·馮·賴德，德國法律學者、大學講師
- 海因里希·埃倫弗裡德·沃內克羅斯，德國語言學家和文法學校教師

### 9日
- 米哈伊爾·馬特維耶維奇·切拉斯科夫，俄羅斯詩人和作家
- 吉安弗朗切斯科·瑪律法蒂，義大利數學家

### 16日
- 克利斯蒂安·威廉·馮·赫列博夫斯基，普魯士軍官，最後一位少將
- 約翰·約瑟夫·塔爾赫爾，奧地利建築師

### 17日
- 雅各·佩尼施，瑞士改革宗神學家

### 20日
- 喬治·格梅爾，施派爾主教區公務員和巴登公務員

### 21日
- 阿蒂利奧·祖卡尼，義大利植物學家

### 22日
- 讓-法蘭索瓦·侯比甘，法國調香師
- 埃利亞斯·代頓，美國士兵

### 24日
- 馬里亞諾·羅西，義大利畫家

### 26日
- 卡爾·格奧爾格·馮·霍伊姆，普魯士政治家
- 安德列亞斯·戈特利布·馬施，德國福音派路德宗神學家，梅克倫堡-施特雷利茨的院長和新斯特雷利茨的宮廷傳教士

### 27日
- Franz de Paula Gundaker von Colloredo-Mannsfeld，神聖羅馬帝國副總理

### 28日
- 伯恩哈德·弗裡德里希·馮·布登布羅克，普魯士少將

## 11月

### 2日
- 路易·奥古斯特·勒通内利耶·德·布勒特伊，法國國王路易十六的首相

### 5日
- 約翰·弗裡德里希·威廉·赫伯斯特，德國博物學家和昆蟲學家
- 安吉莉卡·考夫曼，瑞士畫家
- 卡爾·亞歷山大·馮·韋德爾，普魯士少將兼第10步兵團團長

### 7日
- 康拉德·霍尼，德國畫家、製圖員和雕刻師

### 8日
- 達雷詹·達迪亞尼，喬治亞王后
- 皮埃爾-亞歷山大-洛朗·福費特，法國工程師、水文學家、政治家和海軍部長（1799-1801）
- 弗朗茨·馮·麥克，K.K. 宮廷珠寶商、樞密院議員和卡爾克斯堡領主的所有者

### 10日
- 約阿希姆·洛倫茲·埃弗斯，戈德史密斯，記者、作家、出版商和戲劇導演
- 亞歷山大·馬丁，美國政治家，北卡羅來納州州長，美國開國元勳之一

### 11日
- 讓-愛德華·亞當，法國化學家和物理學家

### 12日
- 赫爾曼·丹尼爾·赫爾墨斯，德國新教神學家

### 14日
- 第一代格雷伯爵查理斯·格雷，英國將軍

### 15日
- 湯瑪斯·特裡·大衛斯，美國政治家
- 克裡斯托夫·奧托·馮·舍奈赫，德國作家
- 約翰·加布里埃爾·馮·羅森尚茨，普魯士少將

### 17日
- 讓-查理斯-皮埃爾·勒努瓦，法國員警中尉和皇家圖書管理員

### 23日
- 烏爾里希·穆勒（Ulrich Möller），德國商人，1765年起成為愛國協會的聯合創始人
- 讓·法蘭索瓦·魯貝爾，法國革命

### 25日
- 安妮·巴貝特·馮·貝爾德布施，德國女人，路德維希·范·貝多芬的兒時朋友，安東·瑪麗亞·卡爾·馮·貝爾德布施的妻子

### 26日
- 奥利弗·埃尔斯沃思，美國律師、政治家、美國最高法院院長

### 27日
- 克利斯蒂安·奧古斯特·布勒，德國科學家、宮廷和醫院外科醫生

## 12月

### 1日
- Wilhelm Christoph Diede zum Fürstenstein，丹麥外交官
- 瑪麗安·卡馬斯，法國舞蹈家，福爾巴赫伯爵夫人
- 塞巴爾德·富爾科·約翰內斯·勞，荷蘭詩人、改革宗神學家和東方學家

### 2日
- 約翰·弗里德里希·穆勒（Johann Friedrich Möller），德國傳教士、研究員和政治家

### 3日
- 克拉拉·里夫，英國作家

### 4日
- 普林斯·霍爾，美國黑人共濟會創始人

### 8日
- 弗里德里希·戈特洛布·伯恩，德國哲學家
- 卡爾·弗里德里希·克萊默，神學家、書商和音樂作家

### 12日
- 朱塞佩·安東尼奧·邁諾尼，法國將軍

### 13日
- Albrecht von Mülinen，伯爾尼的舒爾泰斯

### 14日
- 卡洛·弗朗切斯科·塔翁·迪·雷維爾，皮埃蒙特將軍和總督

### 19日
- 弗里德里希·格林，德國作家和外交官

### 20日
- 洛倫茲·斯賓格勒，瑞士藝術家

### 21日
- 约翰·牛顿，英國奴隸販子，後來反對奴隸制，讚美詩作家

### 24日
- 約翰·格奧爾格·施泰納，普魯士宮廷園丁

### 25日
- 萊文·奧古斯特·馮·丁格爾施泰特，普魯士上校，第4驃騎兵團團長
- 赫爾曼·馮·格列芬內格，上奧地利州弗萊堡哈布斯堡王朝的最後一任總統

### 26日
- 大衛·拜耳，德國管風琴製造商

### 28日
- 約翰·路德維希·保爾曼，德國牧師和讚美詩作家

### 29日
- 迪奧戈·德·卡瓦略·桑帕約，葡萄牙外交官、科學家

### 31日
- 安東·格拉西，奧地利雕塑家和瓷器建模師
- 約翰·約瑟夫·朗根霍菲爾，德國畫家和雕刻家